# Igor Šentjurc
Igor Šentjurc, slovenski novinar in pisatelj, * 31. januar 1927, Slovenj Gradec, † 27. januar 1996, Herrngiersdorf, Nemčija.

## Življenjepis
Igor Šentjurc se je rodil 31. januarja 1927 v Slovenj Gradcu, kjer je bil njegov oče ravnatelj. Zaradi političnih razlogov so očeta leta 1937 premestili na Ptuj, kjer je Šentjurc nadaljeval šolanje na gimnaziji. Po nemški okupaciji Jugoslavije se je z materjo preselil na Dunaj. Kasneje je kot edini Slovenec obiskoval gimnazijo v Hornu v Spodnji Avstriji (takratnem nemškem okrožju Donava-Spodnja).
Leta 1943 je bil vpoklican v nemško pomožno zračno obrambo v Lienz, nato pa je z drugimi mladinci kopal strelske jarke na Poljskem in Češkem. Spomladi leta 1945 je pobegnil k Rdeči armadi pri Blatnem jezeru, se podal v Beograd in se pridružil prvemu slovenskemu partizanskemu bataljonu v Skopju. Po koncu vojne je na Ptuju ponovno obiskoval šolo, a še pred maturo postal funkcionar Skoja, se poročil in odšel v Ljubljano študirat slavistiko. Študija ni dokončal, saj je postal vodja Agitpropa pri Fizkulturni zvezi Slovenije.
Leta 1949 je bil imenovan za pomočnika glavnega urednika športnega časopisa Polet. Hkrati je začel objavljati prozna dela v revijah, kot so Novi svet in Tovariš, ter se povezal s krogom mladih pisateljev okoli revije Beseda. Prevzel je uredništvo tedenske Poletove priloge in uvedel bolj odprt, manj ideološko obremenjen novinarski pristop. 
Ko je bila aretirana znana partizanska osebnost, sicer direktor podjetja, se je Šentjurc odločil za študijsko potovanje v Nemčijo –, od koder se ni več vrnil.

## Literarno delo
Šentjurc se je doma uveljavil z družbeno angažirano kratko prozo: Samotni pogreb, Tisoč dinarjev, Ženska v bifeju. V Nemčiji je sprva deloval kot zastopnik knjižne založbe. Sčasoma se je začel uveljavljati kot pisatelj v nemškem jeziku – pogosto je predeloval zgodbe, ki jih je že prej objavil v slovenščini. Bil je tudi urednik različnih časopisov. Pod psevdonimi, kot so Igor Georgevv in Igor von Percha, je pisal lahkotnejšo žanrsko literaturo, ki mu je prinesla hitro priljubljenost. To so bili ljubezenski, družbeni in zgodovinski romani. Pozornost je vzbudil zlasti z romanom Gebet für den Mörder (München, 1958). Zasnoval je cikel 9 zgodovinskih romanov Zeitenwende, ki pa ga ni dokončal (izšli sta samo 2 knjigi: Feuer und Schwert, München, 1988 in Im Sturm, München, 1991). Ostala dela: Der unstillbare Strom (München, 1960), L'offensive (Pariz, 1962), Der König soll sterben (München, 1973), Vaters Land
/
Očetova dežela (Mladinska knjiga, Ljubljana, 2001). Nekatera Šentjurčeva dela so prevedena v angleščino, francoščino, holandščino, italijanščino, portugalščino, danščino, finščino in hebrejščino.

## Knjižne izdaje
(Psevd. Igor Georgevv), Der Teufel braucht Liebe: Kriminalroman. München: Awa-Verlag, 1956.
Gebet für den Morder: Roman. München: Kindler, 1958.
Bumerang: Roman. Bad Worishofen: Aktueller Buchverlag, 1959.
Der unstillbare Strom: Roman. München: Kindler, 1960.
(Psevd. Igor von Percha), Christina Maria: Das Geheimnis der Grafin von Albassy: Historischer Roman vom Wiener Kaiserhof. München: Lichtenberg-Verlag, 1965.
Stammtischbriider oder Nach Hojkirch verirrt sich ein Fremder nur selten: Roman. München: Kindler, 1971.
(Psevd. Igor von Percha), Charlotta, Grafin von Potsdam: Roman. Bergisch Gladbach: Bastei Verlag, 1972.
(Psevd. Igor von Percha), Die große Liebe der Christina Maria: Historische Romantrilogie. München: Lichtenberg-Verlag, 1972 (I.-III.)
(Psevd. Igor von Percha), Die rote Prinzessin: Roman. München: Heyne, 1972.
(Psevd. Igor von Percha), Der Konig soli sterben: Verschworer um Ludwig II: Roman. München: Stiddeutscher Verlag, 1973.
(Psevd. Igor von Percha), Der Weg zu Tania: Roman. München, Lichtenberg Verlag, 1973.
(Psevd. Igor von Percha), Christina Maria und der Fürst: Roman. München: Goldmann, 1976.
(Psevd. Igor von Percha), Christina Maria und die Petersburger Nächte: Roman. München: Goldmann, 1976.
(Psevd. Igorvon Percha), Im Auftrag der Konigin: Roman. Bayreuth: Hestia-Verlag, 1976.
(Psevd. Igor von Percha), Der lächelnde Damon: Roman. Bayreuth: Hestia-Verlag,1977.
(Psevd. Igorvon Percha), Vergangen ist der Traum: Roman. München: Goldmann,1978.
Gottes zornige Hand: Ein Bericht. München: Meyster, 1983.
(Psevd. Igor von Percha), Ein Herz für eine Krone: Roman. Bergisch Gladbach: Lübbe Verlag, 1985.
Der Junge und das Ungeheuer: Roman. Müchen in Dunaj: F. Schneider, 1986.
Feuer und Schwert: Roman. Miinchen: Langen Miiller, 1988.